# Rio Aldămaș
O Rio Aldămaş é um rio da Romênia afluente do rio Trotuş, localizado no distrito de Bacău.